# Verwaltungseinteilung Litauens
Die Verwaltungseinteilung Litauens hat vier Ebenen, in absteigender Reihe Apskritis („Bezirk“), Savivaldybė („Selbstverwaltung“, „Gemeinde“), Seniūnija (Gemeindeteil, „Amt“, wörtlich „Ältestenschaft“) und Seniūnaitija (sprachlich eine Verkleinerungsform von Seniūnija). Am 1. Juli 2010 wurden jedoch die Verwaltungen (Administrationen) von Apskritys aufgelöst und ihre Funktion teils zentral von Ministerien der Republik Litauen übernommen, teils von den Savivaldybės.
Neben den Gebietskörperschaften gibt es als statistische Einheiten je nach Größe und Siedlungsstruktur noch Miestas („Stadt“, zumeist über 1000 Einwohner), Miestelis („Städtchen“, um 500 Einwohner) und Kaimas („Dorf“, um 400 bis unter 100 Einwohner). Eine Stadt kann dabei eine eigene Selbstverwaltungsgemeinde sein, einer Untergruppe aus Seniūnijai einer ausgedehnteren Gemeinde bilden, ein eigener Gemeindeteil sein oder zusammen mit anderen Orten in einem „ländlichen“ Gemeindeteil liegen.
Ortsnamen werden im Litauischen bei Verwaltungseinheiten wie statistischen Einheiten eigentlich im Genitiv gebraucht (analog zum Französischen: „ville de Paris“, département „du Tarn“), die Stadt Klaipėda, wörtlich „Klaipėdaer Stadt“ (Klaipėdos miestas) liegt also als „Klaipėdaer Stadtgemeinde“ (Klaipėdos miesto savivaldybė), umgeben von der „Klaipėdaer Rajongemeinde“ (Klaipėdos rajono savivaldybė), im „Klaipėdaer Bezirk“ (Klaipėdos apskritys).

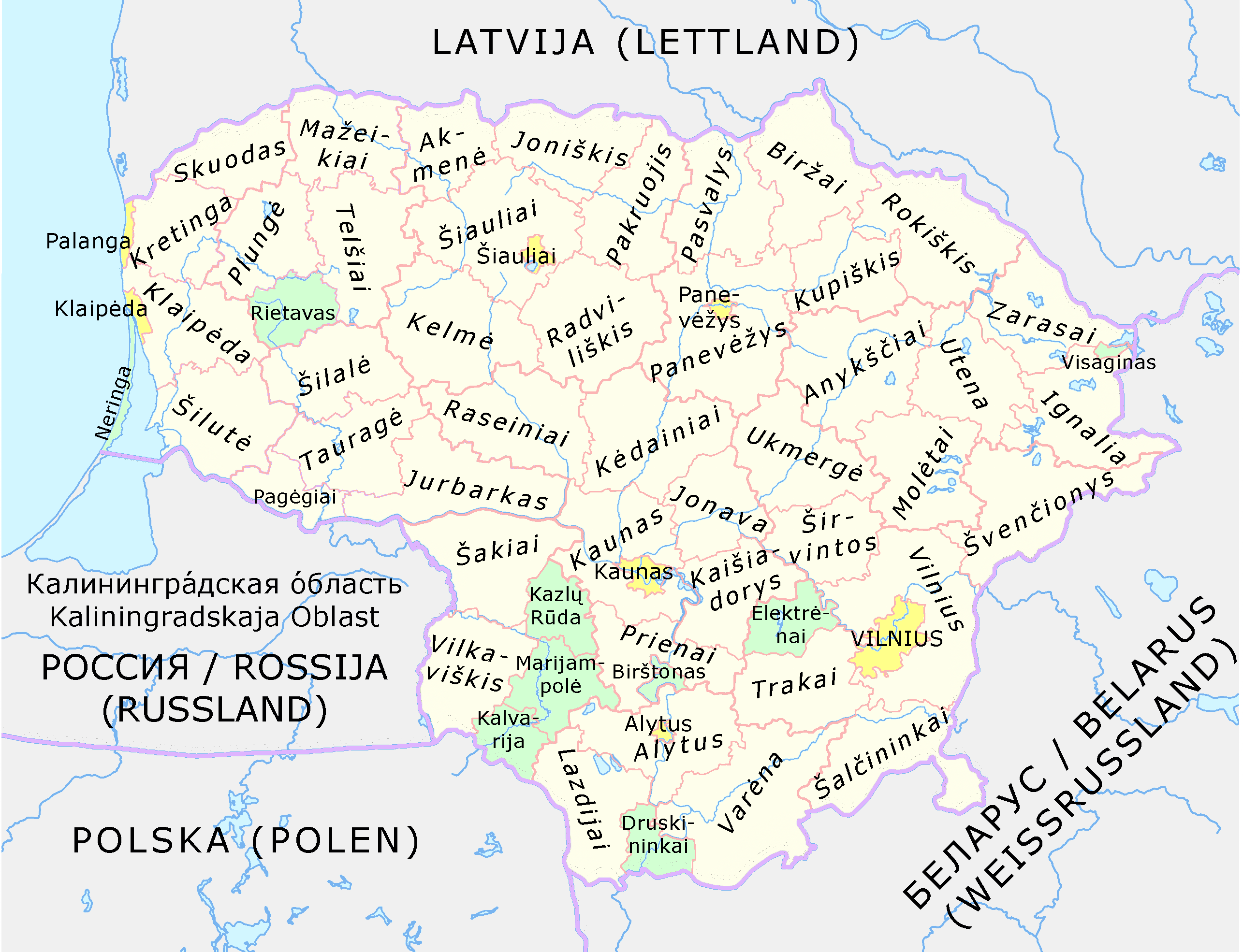
Selbstverwaltungseinteilung Litauens,
gelb = Stadtgemeinden, grün = Neue Gemeinden

## Gebietskörperschaften

### Bezirke

Einteilung in Bezirke

Litauen ist – besser: war – in zehn Bezirke (apskritys, Sg.: apskritis) unterteilt, die nach ihrer jeweiligen Hauptstadt benannt sind. Die Apskrities viršininkas (Bezirksvorsteher) wurden von der Regierung Litauens eingesetzt. Gewählte Organe gab es auf dieser Ebene nicht. Apskritys waren die Verwaltungseinheiten in Litauen. Die Verwaltungen der Bezirke wurden am 1. Juli 2010 ersatzlos gestrichen, ihre Funktionen wurden zum Teil auf die Ministerien der Republik Litauen, zum Teil auf die Savivaldybės (Selbstverwaltungsgemeinden) übertragen. Die Bezirke sind nur als territoriale Einheiten geblieben:
- Alytus
- Kaunas
- Klaipėda
- Marijampolė
- Panevėžys
- Šiauliai
- Tauragė
- Telšiai
- Utena
- Vilnius

### Selbstverwaltungsgemeinden

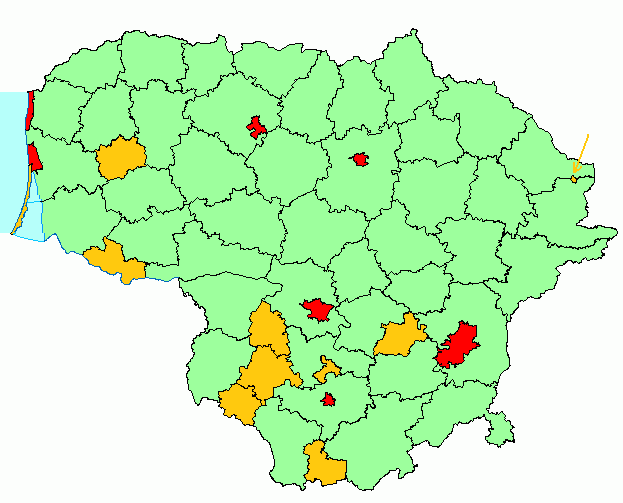
Selbstverwaltungseinteilung Litauens:
Stadtgemeinde
Rajongemeinde
ohne Zusatzbezeichnung

Die Ebene darunter sind schon die 60 Selbstverwaltungen (litauisch Sing. Savivaldybė, Plural Savivaldybės), die in sich Eigenschaften deutscher Kreise und (Samt-)Gemeinden vereinen. Sie sind die einzige Ebene mit Selbstverwaltungsorganen, also Räten und Bürgermeistern. Diese Selbstverwaltungsgemeinden werden unterschieden nach 7 Stadtgemeinden (Miesto Savivaldybė), 43 Rajongemeinden (Rajono Savivaldybė) und 10 genuinen Gemeinden (Nauja Savivaldybė) ohne Zusatzbezeichnung. Die Rajongemeinden sind aus früheren Rajons (etwa „Landkreisen“) hervorgegangen, die Gemeinden ohne Zusatzbezeichnung wurden bei der Schaffung der heutigen Verwaltungsstruktur neu zugeschnitten.

#### Stadtgemeinden
- Stadtgemeinde Alytus
- Stadtgemeinde Kaunas
- Stadtgemeinde Klaipėda
- Stadtgemeinde Palanga
- Stadtgemeinde Panevėžys
- Stadtgemeinde Šiauliai
- Stadtgemeinde Vilnius

#### „Neue“ Gemeinden
Die Bezeichnung „neu“ rührt daher, dass die litauische Terminologie nicht Kollegialorganen zur Selbstverwaltung von Orten ausgeht (Stadtrat), sondern in sowjetischer Tradition vom Rat des Rajons. In diesem Sinne sind Selbstverwaltungen, die nicht aus einem Rajon hervorgegangen sind, neu.
Ohne Zusatzbezeichnung: Birštonas, Druskininkai, Elektrėnai, Kalvarija, Kazlų Rūda, Marijampolė, Neringa, Pagėgiai, Rietavas und Visaginas

#### Rajongemeinden
Akmenė, Alytus, Anykščiai, Biržai, Ignalina, Jonava, Joniškis, Jurbarkas, Kaišiadorys, Kaunas, Kėdainiai, Kelmė, Klaipėda, Kretinga, Kupiškis, Lazdijai, Mažeikiai, Molėtai, Pakruojis, Panevėžys, Pasvalys, Plungė, Prienai, Radviliškis, Raseiniai, Rokiškis, Skuodas, Šakiai, Šalčininkai, Šiauliai, Šilalė, Šilutė, Širvintos, Švenčionys, Tauragė, Telšiai, Trakai, Ukmergė, Utena, Varėna, Vilkaviškis, Vilnius und Zarasai

### Gemeindeteile

#### Amtsbezirke
Die Ebene unter den Selbstverwaltungsgemeinden sind die über 500 Amtsbezirke (Nom. Sg.: seniūnija, wörtlich übersetzt eher „Ältestenschaften“).
Von der Funktion her kann man sie auch als „Ämter“ bezeichnen, denn auf dieser Ebene werden keine politischen Entscheidungen getroffen, sondern bürokratische Leistungen erbracht und Sozialleistungen organisiert. Gemeinden aller drei Arten sind in derartige Seniūnijos aufgeteilt. Beispiele für Amtsbezirke (übergeordnete Selbstverwaltungsgemeinden in Klammern):
- Aleksotas (Kaunas)
- Bukonys (Jonava)
- Jonava (Jonava),
- Kalvarija (Kalvarija)
- Kulva (Jonava)
- Rukla (Jonava)
- Šilai (Jonava)
- Šveicarija (Jonova)
- Šventoji (Palanga)
- Upninkai (Jonava)
- Užusaliai (Jonava)
- Žeimiai (Jonava)

Seniūnija als Teil von Stadtgemeinden kann man auch mit „Stadtbezirk“ übersetzen. Bei den Seniūnijos von Landgemeinden werden miesto seniūnija (städtischer Gemeindeteil, „Stadtamt“) von gewöhnlichen Seniūnijos, teilweise kaimiškoji seniūnija (wörtlich „dörfliche Ältestenschaft“) genannt, unterschieden. Jede gewöhnliche Seniūnija umfasst mehrere Siedlungen, darunter gegebenenfalls auch ein oder zwei Städte. Manche Seniūnija, die an ein gleichnamiges Stadtamt oder eine gleichnamige Stadtgemeinde grenzt, wird auch als aplinkių seniūnija („Umgebungsamt“, „Umlandamt“) bezeichnet.

#### Ausnahmen
In den kleinen Gemeinden Druskininkai, Neringa und Palanga ist die Kernstadt aus dem System der Seniūnijos ausgenommen. Das an Bevölkerung ebenso kleine Birštonas hat ebenso wie die Stadtgemeinden Panevėžys und Visaginas gar keine Seniūnijos.
Von den großen Stadtgemeinden sind nur Vilnius und Kaunas in Seniūnijos eingeteilt, die anderen in kleinere Einheiten, in Alytus Mikrorajonai genannt, in Klaipėda Mikrorajonai oder Gyvenamųjų Rajonai („Siedlugsrajons“), in Šiauliai Miesto Rajonai („Stadtrajons“).

### Unterbezirke
Administrativ sind städtische wie ländliche Seniūnijos in Seniūnaitijos (Singular Seniūnaitija, sprachlich eine Verkleinerungsform von Seniūnija) untergliedert, was man als „Unterbezirke“ oder „Sprengel“ übersetzen könnte, oder in städtischen Bereichen als „Nachbarschaften“ und in ländlichen Bereichen als „Bauernschaften“.

## Statistische Einheiten

### Stadt – Städtchen – Dorf
Neben der vierstufigen Pyramide von Gebietskörperschaften gibt es Städte und Dörfer als statistische Einheiten mit Bezeichnungen, wie sie traditionell für Gemeinden verwendet wurden. Das Litauische unterscheidet bei diesen gyvenvietė (Siedlung) zwischen miestas (Stadt), miestelis (Städtchen), kaimas (Dorf) und vienkiemis (Einzelhof).
Von den Einwohnerzahlen her gibt es Überlappungen zwischen Stadt (über 100 000 bis unter 1000 Einwohner), Städtchen (miestelis, um 500 bis über 4000 Einwohner), Dorf (kaimas, um 1000 bis unter 10 Einwohner) und Einzelhof (vienkiemis, bis 0 Einwohner). Die zur Gemeinde Neringa zusammengefassten Dörfer auf der Kurischen Nehrung werden als statistische Einheiten nicht als Dorf bezeichnet.
Während der Begriff „Stadt“ früher den Rechtsstatus einer Gemeinde beschrieb, sagt im heutigen Litauen die Bezeichnung Stadt (miestas) über den Rechtsstatus nichts aus.

### Einflechtung in die Gebietskörperschaften
Zum besseren Verständnis sei die Einflechtung der statistischen Einheit Stadt in die Struktur der Gebietskörperschaften als Liste dargestellt:
- Stadt als separate Selbstverwaltungsgemeinde: Miesto Savivaldybė („Stadtgemeinde“) oder selbstverwalteter Kurort. Jede Seniūnija dieser Gemeinden ist automatisch eine Miesto Seniūnija.
- Stadt in einer größeren Selbstverwaltungsgemeinde, sowohl Rajongemeinde als auch sonstige Gemeinde:
  - Stadt als separater Amtsbezirk: Miesto Seniūnija. Sowohl die Kernstadt als auch jede weitere Stadt in einer Gemeinde kann diesen Status haben. Die Kernstadt kann auch aus mehr als einer Miesto Seniūnija in einer Rajongemeinde bestehen.
  - Stadt in einer größeren Seniūnija. Auch die Kernstadt einer Gemeinde kann zusammen mit Dörfern in eine größere Seniūnija liegen. Sie ist dann immer auch Sitz dieses Amtsbezirks.
  - Ein Städtchen ist durchaus nicht immer Sitz des Amtsbezirks, in dem es liegt. Es kann auch mehr als nur ein Miestelis in einer Seniūnija geben.

#### Beispiele
Beispielsweise umfasst die Rajongemeinde Vilkaviškis mit 48.400 Einwohnern an statistischen Einheiten
- 3 Miestai (Städte),
- 4 Miesteliai (Städtchen) und
- 384 Kaimai (Dörfer).

Die drei Städte in der Gemeinde sind Vilkaviškis mit 12.700 Einwohnern, Kybartai mit 6.100 und Virbalis mit 1.200. Von der Verwaltungsstruktur her besteht sie aus 12 Seniūnijos (Gemeindebezirken), nämlich dem Gemeindeteil Vilkaviškis-Stadt (Vilkaviškio Miesto Seniūnija, eingeteilt in 6 Seniūnaitijos) und 11 ländlichen Gemeindeteilen (Kaimo Seniūnijos), in denen die übrigen zwei Städte und alle kleineren Siedlungen zusammengefasst sind.
Die Stadt Marijampolė besteht aus drei der neun Seniūnijos der Rajongemeinde Marijampolė.

## Historische Regionen

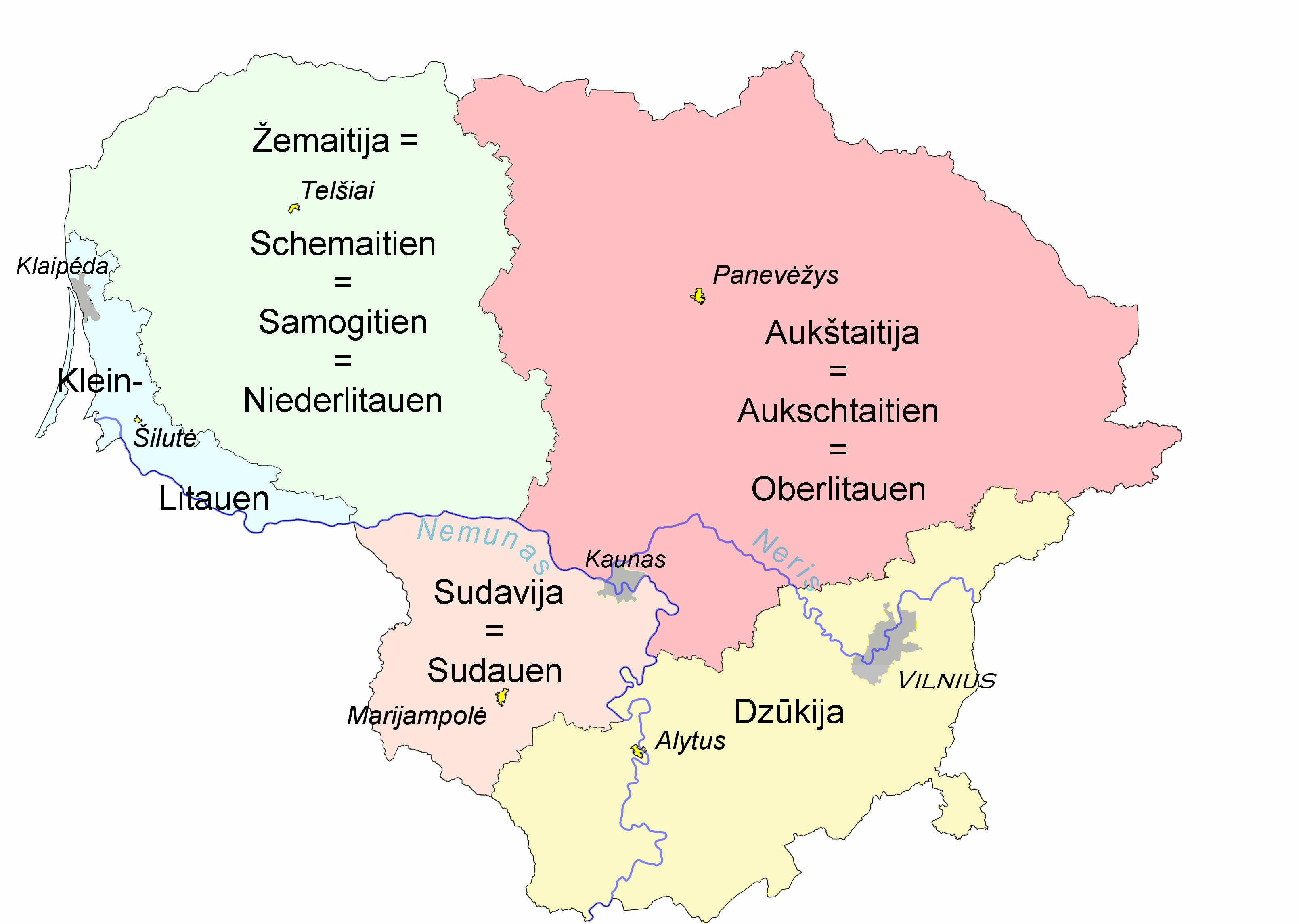
Historische Regionen Litauens

Neben den Bezirken gibt es noch eine historische Einteilung ohne heutige politische Bedeutung:
- Dzūkija
- Memelland (Kleinlitauen) (Mažoji Lietuva)
- Samogitien (Niederlitauen) (Žemaitien)
- Oberlitauen (Aukschtaitien)
- Suvalkija (Sudauen)

Die Benennung „Kleinlitauen“ ist mehrdeutig: Neben dem Memelland kann auch das vor 1945 von litauischsprachigen Menschen besiedelte Nordost-Ostpreußen gemeint sein, das auch als Preußisch Litauen oder vor der litauischen Staatsgründung einfach als Litauen bekannt war (das Gebiet entspricht großen Teilen des ehemaligen Regierungsbezirks Gumbinnen).

## Verweise
1. ↑  In den Jahrhunderten vor der russischen Herrschaft schrieb die Bürokratie in Litauen nicht litauisch, sondern ruthenisch und polnisch. daher darf man in seniūnija (aus senas, dt.: „alt“) eine Übersetzung des polnischen Begriffs starostwo („Starostei“) sehen, wiewohl ein starosta („Starost“, abgeleitet von stary/„alt“) einem Landrat entsprach, sein Amtsbezirk also ein powiat, etwa „Landkreis“ war.